# Sárosi Gábor (színművész, 1931–2005)
Sárosi Gábor névváltozatai: Sárossy Gábor, Sárosy Gábor (Mándok, 1931. március 24. – Budapest, 2005. szeptember 14.) magyar színész.

## Élete
1954-ben harmadéves korában eltanácsolták a Színház- és Filmművészeti Főiskoláról. 

„Nagypolgári ficsúr, de tehetséges – ez volt a hivatalos véleménye tanáromnak a Színművészeti Főiskolán 1954-ben. Hogy ficsúr voltam-e, nem tudom, polgári voltomat viszont vállaltam, vállalom ma is, és színészként is polgári jegyekkel éltem végig a pályámat, amely érdekes és színes volt.”

1956-ig az Eötvös Loránd Tudományegyetem hallgatója is volt. Nagyon rövid ideig a Magyar Rádió bemondója volt, mert még 1954-ben a Fővárosi Operettszínház szerződtette. 1956-tól a kecskeméti Katona József Színház bonvivánja lett. 1960-ban a Petőfi Színház, 1962-től ismét Fővárosi Operettszínház foglalkoztatta. 1964-től a győri Kisfaludy Színházban, majd még abban évben Svájcban vendégszerepelt, előbb Luzernben, 1966-tól pedig Bernben lépett színpadra. 1968-tól ismét Győrben és Kecskeméten játszott és vendégként Szabadkán.
1975-től 1991-es nyugdíjazásáig a Bartók Gyermekszínházban, (Budapesti Gyermekszínház) illetve a jogutód az Arany János Színházban szerepelt. Eztán a szekszárdi Német Színház egyik alapító tagjaként, majd az Evangélium Színház művészeként láthatták a nézők.

„Rengeteget utaztam, mert közben még vendégszerepeltem Bécsben, Dortmundban, Duisburgban, Kijevben…Közben alapító tagja voltam a szekszárdi Deutsche Bühnének, felsőfokú nyelvkurzust végeztem Boppartban, ebben a tündéri, Rajna menti városban megismertem és ismerhettem a német irodalmat Heinétől Enzensbergerig, megtanultam becsülni a svábokat, jó szerepeket játszottam a Brémaitól a Koldusoperáig, s csak az volt a baj, hogy mindez Szekszárdon volt, messze. Aztán egyszer elmentem a BM Duna Palotába, és beleszerettem az Evangélium Színházba. Ez 1993-ban történt, és azóta csodálatos prózai szerepeket játszottam – Márai Sándor: Kassai polgárok, Németh László: Galilei, Sík Sándor: István (Vazul), sőt még azt is megértem, hogy Herczeg Ferenc-darabban, a Hídban játszhattam, így nyugodtan érezhettem mint polgár, aki a színi pályán töltötte az életét, hogy hazaérkeztem egy érdekes és színes életpálya után.”

## Fontosabb színházi szerepei
- Vaszy Viktor–Baróti Géza–Dékány András: Dankó Pista.... Dankó Pista
- George Bernard Shaw–Alan Jay Lerner–Frederick Loewe: My Fair Lady.... Higgins
- Sardou–Émile de Najac: Váljunk el!.... Des Prunelles
- Maugham–Nádas–Szenes: Imádok férjhez menni.... Jack
- Shakespeare: Othello.... Rodrigo
- Eisemann Mihály: Fekete Péter.... Lucien
- Jacobi Viktor: Leányvásár.... Tom Migles
- Horváth Jenő: Péntek Rézi.... Lorenzo
- Lionel Bart: Oliver.... Mr. Bumble

## Filmszerepek

### Játékfilmek
- Felhőjáték (1984)
- Apám kicsi alakja (SS katona) (1980)
- Kísértés (1977)

### Tévéfilmek
- Szomszédok (1987)
- Egy gazdag hölgy szeszélye (Szállodaigazgató) (1987)
- Linda (1984)
- Különös házasság (1984)
- Osztrigás Mici (Ceremóniamester) (1983)
- Atlantisz (Katona) (1982)
- A világkagyló mítosza (1981)
- Bábel tornya (VII. szolga) (1981)
- Tündér Lala (Parancsnok) (1981)
- Gulliver az óriások országában (Matróz) (1980)
- Aelita (Elnöki titkár) (1980)
- Szetna, a varázsló (Szolga) (1980)
- A Fejenincs Írástudó – avagy a titokzatos haláleset (Kocsmáros) (1980)
- Sándor Mátyás (Kapitány) (1979)
- Forró mezők (1979)
- Kalaf és Turandot története (Brigella) (1978)
- Abigél (1978)
- Hungária Kávéház, 6. rész: Az ötlet (1977) (a bank cégvezetője)
- Tizenegy több mint három (Orvos) (1976)
- Egy óra múlva itt vagyok…: Az ünnepség (Koller, asztalos) (1971)